# Дієго Мояно
Дієго Мояно (ісп. Diego Moyano; нар. 14 березня 1975) — колишній аргентинський тенісист.
Найвищу одиночну позицію світового рейтингу — 130 місце досяг 20 листопада 2000, парну — 158 місце — 14 червня 2004 року.
Здобув 4 одиночні та 1 парний титул.

## Фінали ATP Челленджер і ITF Ф'ючерс

### Одиночний розряд: 27 (10–17)
| Легенда              |
| -------------------- |
| ATP Челленджер (4–4) |
| ITF Ф'ючерс (6–13)   |

| Фінали за покриттям |
| ------------------- |
| Тверде (0–0)        |
| Ґрунт (10–17)       |
| Трава (0–0)         |
| Килим (0–0)         |

| Результат | В-П   | Дата     | Турнір                                   | Рівень     | Покриття | Суперник                   | Рахунок            |
| --------- | ----- | -------- | ---------------------------------------- | ---------- | -------- | -------------------------- | ------------------ |
| Поразка   | 0–1   | Лис 1997 | Буенос-Айрес, Аргентина                  | Челленджер | Ґрунт    | Франко Скілларі            | 1–6, 4–6           |
| Поразка   | 0–2   | Тра 1998 | Німеччина F8, Швайгерн                   | Ф'ючерс    | Ґрунт    | Олів'є Малькор             | 1–6, 6–4, 4–6      |
| Поразка   | 0–3   | Вер 1998 | Белград, Сербія                          | Челленджер | Ґрунт    | Їржі Ванек                 | 3–6, 3–6           |
| Поразка   | 0–4   | Кві 1999 | Аргентина F1, Кордова (місто, Аргентина) | Ф'ючерс    | Ґрунт    | Дам'ян Фурманскі           | 2–6, 3–6           |
| Поразка   | 0–5   | Тра 1999 | Аргентина F2, Кордова (місто, Аргентина) | Ф'ючерс    | Ґрунт    | Марсело Чарпентьєр         | 6–0, 4–6, 2–6      |
| Поразка   | 0–6   | Чер 1999 | Німеччина F5, Аугсбург                   | Ф'ючерс    | Ґрунт    | Мартін Веркерк             | 3–6, 4–6           |
| Поразка   | 0–7   | Чер 1999 | Німеччина F6, Трір                       | Ф'ючерс    | Ґрунт    | Мартін Веркерк             | 2–6, 0–6           |
| Перемога  | 1–7   | Жов 1999 | Парагвай F2, Асунсьйон                   | Ф'ючерс    | Ґрунт    | Адріан Гарсія              | 6–3, 6–4           |
| Перемога  | 2–7   | Лис 1999 | Чилі F4, Сантьяго                        | Ф'ючерс    | Ґрунт    | Матіас О'Ніль              | 6–4, 6–2           |
| Поразка   | 2–8   | Лис 1999 | Чилі F5, Вальпараїсо                     | Ф'ючерс    | Ґрунт    | Філіппо Мессорі            | 5–7, 4–6           |
| Поразка   | 2–9   | Бер 2000 | Чилі F3, Сантьяго                        | Ф'ючерс    | Ґрунт    | Алешандре Сімоні           | 6–4, 6–7(2–7), 0–6 |
| Перемога  | 3–9   | Бер 2000 | Аргентина F1, Мендоса (Аргентина)        | Ф'ючерс    | Ґрунт    | Флавіо Саретта             | 6–4, 6–0           |
| Поразка   | 3–10  | Кві 2000 | Аргентина F3, Санта-Фе (Аргентина)       | Ф'ючерс    | Ґрунт    | Гільєрмо Кор'я             | 6–7(0–7), 4–6      |
| Перемога  | 4–10  | Вер 2000 | Будапешт, Угорщина                       | Челленджер | Ґрунт    | Васіліс Мазаракіс          | 6–3, 6–0           |
| Перемога  | 5–10  | Лис 2000 | Сантьяго, Чилі                           | Челленджер | Ґрунт    | Себастьян Прієто           | 6–3, 6–2           |
| Перемога  | 6–10  | Сер 2001 | Аргентина F7, Буенос-Айрес               | Ф'ючерс    | Ґрунт    | Мартін Вассальйо Аргуельйо | 6–4, 7–5           |
| Поразка   | 6–11  | Вер 2001 | Кампінас, Бразилія                       | Челленджер | Ґрунт    | Хуан Ігнасіо Чела          | 3–6, 3–6           |
| Поразка   | 6–12  | Кві 2002 | Алжир F1, Алжир (місто)                  | Ф'ючерс    | Ґрунт    | Франтішек Чермак           | 3–6, 6–3, 2–6      |
| Поразка   | 6–13  | Тра 2002 | Алжир F2, Алжир (місто)                  | Ф'ючерс    | Ґрунт    | Франтішек Чермак           | 1–6, 6–7(3–7)      |
| Перемога  | 7–13  | Тра 2002 | Італія F2, Павія                         | Ф'ючерс    | Ґрунт    | Марсело Чарпентьєр         | 6–0, 6–3           |
| Перемога  | 8–13  | Лип 2002 | Будайорш, Угорщина                       | Челленджер | Ґрунт    | Їржі Ванек                 | 4–6, 6–3, 6–4      |
| Перемога  | 9–13  | Чер 2003 | Лугано, Швейцарія                        | Челленджер | Ґрунт    | Алекс Калатрава            | 6–4, 1–6, 7–6(7–4) |
| Перемога  | 10–13 | Лис 2003 | Аргентина F6, Буенос-Айрес               | Ф'ючерс    | Ґрунт    | Хуан Монако                | 7–5, 7–6(7–3)      |
| Поразка   | 10–14 | Кві 2004 | Італія F4, Монца                         | Ф'ючерс    | Ґрунт    | Андрес Дельяторре          | 2–6, 5–7           |
| Поразка   | 10–15 | Вер 2004 | Аргентина F6, Буенос-Айрес               | Ф'ючерс    | Ґрунт    | Бріан Дабуль               | 6–7(1–7), 1–6      |
| Поразка   | 10–16 | Жов 2004 | Чилі F2, Сантьяго                        | Ф'ючерс    | Ґрунт    | Маріано Пуерта             | 1–6, 1–6           |
| Поразка   | 10–17 | Лис 2004 | Буенос-Айрес, Аргентина                  | Челленджер | Ґрунт    | Олівер Марах               | 2–6, 3–6           |

### Парний розряд: 9 (3–6)
| Легенда              |
| -------------------- |
| ATP Челленджер (1–5) |
| ITF Ф'ючерс (2–1)    |

| Фінали за покриттям |
| ------------------- |
| Тверде (0–0)        |
| Ґрунт (3–6)         |
| Трава (0–0)         |
| Килим (0–0)         |

| Результат | В-П | Дата     | Турнір                            | Рівень     | Покриття | Партнер               | Суперники                                        | Рахунок            |
| --------- | --- | -------- | --------------------------------- | ---------- | -------- | --------------------- | ------------------------------------------------ | ------------------ |
| Поразка   | 0–1 | Лис 1998 | Чилі F2, Вінья-дель-Мар           | Ф'ючерс    | Ґрунт    | Енцо Артоні           | Серхіо Кортес Франсіско Руїс                     | 4–6, 6–2, 6–7      |
| Перемога  | 1–1 | Чер 2002 | Німеччина F7, Трір                | Ф'ючерс    | Ґрунт    | Бернардо Мота         | Радослав Лукаєв Гамід Мірзаде                    | 1–6, 6–1, 6–4      |
| Поразка   | 1–2 | Чер 2002 | Сассуоло, Італія                  | Челленджер | Ґрунт    | Мануель Джоркуера     | Леонардо Аццаро Потіто Стараче                   | 3–6, 2–6           |
| Поразка   | 1–3 | Тра 2003 | Рим, Італія                       | Челленджер | Ґрунт    | Мануель Джоркуера     | Амір Хадад Мартін Вассальйо Аргуельйо            | 4–6, 6–3, 3–6      |
| Поразка   | 1–4 | Сер 2003 | Бриндізі, Італія                  | Челленджер | Ґрунт    | Мануель Джоркуера     | Іван Наварро Маріо Радич                         | 6–7(8–10), 0–6     |
| Перемога  | 2–4 | Жов 2003 | Аргентина F4, Мендоса (Аргентина) | Ф'ючерс    | Ґрунт    | Бріан Дабуль          | Дієго Гартфілд Дам'ян Патріарка                  | 7–6(7–4), 6–4      |
| Поразка   | 2–5 | Кві 2004 | Барселона, Іспанія                | Челленджер | Ґрунт    | Ігнасіо Гонсалес Кінґ | Еміліо Бенфеле Альварес Габрієль Трухільйо Солер | 6–7(5–7), 4–6      |
| Поразка   | 2–6 | Тра 2004 | Санремо, Італія                   | Челленджер | Ґрунт    | Мануель Джоркуера     | Даніеле Браччалі Джорджо Галімберті              | 6–4, 6–7(6–8), 2–6 |
| Перемога  | 3–6 | Лип 2004 | Тампере, Фінляндія                | Челленджер | Ґрунт    | Андрес Дельяторре     | Лассі Кетола Туомас Кетола                       | 6–4, 3–6, 6–4      |